# Chant sacré (Hector Berlioz)
 (décembre 2024).
Si vous disposez d'ouvrages ou d'articles de référence ou si vous connaissez des sites web de qualité traitant du thème abordé ici, merci de compléter l'article en donnant les références utiles à sa vérifiabilité et en les liant à la section « Notes et références ».

Chant Sacré ou Hymne Sacré d'Hector Berlioz fut la toute première œuvre comportant un saxophone, un baryton. Cette partition aujourd'hui disparue était sans doute une transcription d'une œuvre vocale d'Hector Berlioz, intitulée Chant Sacré. Écrite pour un sextuor à vent d'instruments d'Adolphe Sax, elle comportait 2 trompettes, 1 bugle, 2 clarinettes et 1 saxophone.

## La note tenue d'Adolphe Sax
La création de cette pièce eut lieu à Paris le 3 février 1844 derrière paravent, pour un parterre de musiciens et de journalistes. Un des chroniqueurs de l'époque rapporte qu'Adolphe Sax assurant la partie de saxophone baryton (qui n'était encore qu'un prototype, certaines clefs ne tenaient qu'avec des ficelles !!) s'arrêta sur un son, le diminua, puis l'enfla à l'extrême. Sax ne se souvenait plus du doigté de la note suivante.